# Ius respondendi
El ius responndi, ius publice respondendi o ius responndi ex auctoritate principis (literalmente, 'derecho a dar una respuesta con autoridad imperial'), en derecho romano, era el otorgado por el emperador, desde la época de Augusto, a determinados prominentes juristas para dar respuestas (responsa) en cuestiones jurídicas "con la autoridad personal del emperador" (ex auctoritate principis).

## Historia
La reforma de Augusto produjo la distinción entre juristas con permiso (autorizados) y sin permiso, ya que muchos juristas continuaron el uso republicano para dar responsa sin estar autorizados por el emperador. El permiso imperial era una distinción personal y los juristas, así autorizados, no adquirieron ningún carácter oficial ni su responsa era legalmente vinculante para los magistrados o jueces que las habían solicitado.
Según Pomponio, el ius publica responndi no era otorgado por el emperador sino por los que por sus estudios podían responder jurídicamente a aquellos que los consultaran. Por tanto, no eran respuestas oficiales marcadas con sellos, sino escritos enviados por los jurisconsultos a los jueces o transmitidos al que les había realizado una pregunta. El emperador Augusto, posteriormente, decidió otorgar mayor autoridad a la ley, y los jurisconsultos debían responder en virtud de su auctoritas.  Adriano significa que "el ius reponndi no se pide, sino se concede a los que realmente el príncipe estima que lo merecen".
Tiberio (r. 14-37) instituyó el ius publica respondendi como tal. Se convirtió en un privilegio otorgado por los emperadores romanos a ciertos jurisconsultos, para dar así a las preguntas formuladas sobre cuestiones de derecho por particulares o por magistrados, responsa (respuestas) que tienen un carácter oficial y obligatorio. De nuevo, Pomponio señala que Sabino, del orden ecuestre, fue el primero en ser informalmente otorgado el derecho a ejercer el  por Tiberio, cuando anteriormente eran de rango senatorial.
Desde Augusto, este derecho se otorgó inicialmente a un pequeño número de académicos legales del nivel senatorial y sirvió para garantizar la calidad contra la inflación de la formación de opinión legal. Sin embargo, desde mediados del siglo II, la mayoría de los miembros utilizados para ejercer el ius respondendi ya eran de rango ecuestre (équites).